# Shambhala (achtbaan)
Shambhala is een megacoaster in het Spaanse attractiepark PortAventura Park. De achtbaan werd gebouwd door de Zwitserse achtbaanconstructeur Bolliger & Mabillard. De attractie ligt in het themagebied China. Het thema omvat de legende van Shambhala, een mythisch koninkrijk uit de Himalaya. De attractie heeft drie Europese records op zijn naam gezet: de hoogste achtbaan (tot Red Force opende in 2017), de hoogste afdaling op een achtbaan en de snelste megacoaster (beide totdat Hyperion in 2018 opende).
De attractie opende op 12 mei 2012 naast de Dragon Khan. Beide coasters vormen de skyline en het symbool van het park. Ze kruisen elkaar en vormen samen met de Hurakan Condor de hoogste punten van het park. De Shambhala duikt twee meter onder het grondniveau en omvat ook een splash zone, een element dat populair werd bij B&M achtbanen. Het ontwerp doorkruist ook een tunnel. De attractie is bereikbaar via een nieuw aangelegd plein dat China met SesamoAventura verbindt, waardoor Fumanchu werd verwijderd. Ook loopt een deel van het traject achter Gran Teatro Imperial en langs SesamoAventura.
| Park                            | PortAventura                                                                               |
| Themagebied                     | China/Himalaya                                                                             |
| Type achtbaan                   | Hypercoaster                                                                               |
| Constructeur                    | B&M                                                                                        |
| Prijs                           | 25 000 000 euro.                                                                           |
| Maximale snelheid               | 134 km/h                                                                                   |
| Maximale hoogte                 | 76 meter                                                                                   |
| Hoogste afdaling                | 78 meter                                                                                   |
| Lengte                          | ca. 1564 meter                                                                             |
| Duur                            | 3 minuten (180 seconden)                                                                   |
| Kleuren                         | Blauw (track), wit en grijs (steunpijlers)                                                 |
| Camel drops (heuvels)           | 5                                                                                          |
| Aantal treinen                  | 3 (8 wagentjes, 4 zitplaatsen per wagentje, 2 vooraan (midden), 2 achteraan (buitenzijde)) |
| Foto/video on-ride              | Ja/Ja                                                                                      |
| Express ingang                  | Ja                                                                                         |
| Remtype                         | Magnetisch remsysteem                                                                      |
| Toegankelijk voor mindervaliden | Ja                                                                                         |